# 黄鞘蕊花
黄鞘蕊花（学名：Coleus xanthanthus）为唇形科鞘蕊花属下的一个种。